# Ruleta marsellesa
La ruleta marsellesa o ruleta de Marsella (también llamada vuelta al mundo) es una técnica de fútbol que consiste en encarar al jugador contrario sin perder velocidad ni la posición sobre el balón, efectuando una rotación por encima de la pelota y realizando una vuelta de 360° en el aire, consiguiendo así dejar detrás al jugador contrario y estar de frente al objetivo. Dicha jugada fue inventada por el jugador argentino José Farías, que en el año 1966 la popularizó también en Francia mientras jugaba en el Racing de Estrasburgo de aquel país, dándole a ese club una Copa de Francia para luego brillar en el Red Star de París.
Los jugadores más conocidos por ejecutar esta técnica fueron el francés Zinedine Zidane, el salvadoreño Mágico González, los argentinos Diego Maradona y Lionel Messi, el portugués Luís Figo y el ucraniano Andriy Shevchenko.

## Usos y eficacia

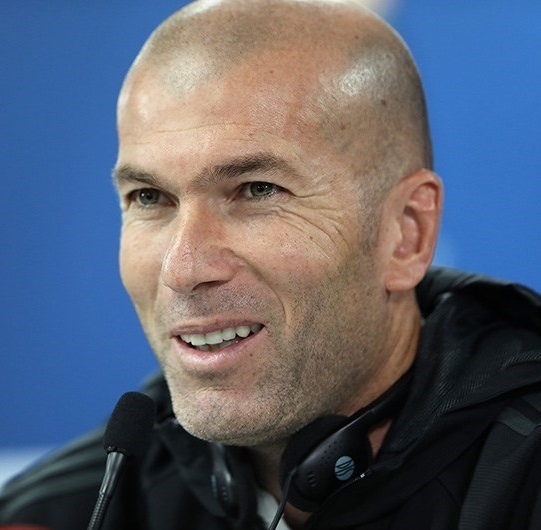
Zinedine Zidane, jugador que realizaba habitualmente la jugada.

La maniobra es más efectiva cuando el jugador contrario se acerca de frente o desde el lado del pie maestro del jugador. El primer arrastre hacia atrás le permite al jugador mantener el control del balón retirándolo del arco del placaje del jugador contrario. El giro del cuerpo coloca la parte posterior del jugador que regata entre el contrario y el balón para proteger al mismo.
El segundo retroceso cambia la dirección del balón y, cuando se combina con la finalización del giro, permite que tanto el jugador como el balón se muevan en la misma dirección y, por lo tanto, ganen impulso para una carrera continua o un tiro. Cuando se realiza a gran velocidad, es casi imposible defenderse de la maniobra, ya que incorpora un cambio repentino de dirección con una protección continua del balón. Una táctica a la que puede recurrir el jugador defensor es usar su cuerpo para empujar al regateador, el cual es posible que pierda el equilibrio durante la jugada. Esto puede provocar una falta al jugador defensor, según el criterio del árbitro. La razón por la que jugadores como Zinedine Zidane y Diego Armando Maradona han podido usarlo con un alto índice de éxito se debe en gran parte a su considerable masa corporal, así como a su excelente equilibrio.
El regate también se puede utilizar cuando el balón está fuera de juego lejos del jugador. Al usar un paso de embestida para el primer retroceso en la ruleta, el jugador puede evitar que el balón salga del campo de juego y continuar regateando a lo largo de la línea de banda con un movimiento fluido.